# Siedliszowice (województwo śląskie)
Siedliszowice – wieś w Polsce położona w województwie śląskim, w powiecie zawierciańskim, w gminie Kroczyce.
W latach 1975–1998 miejscowość położona była w województwie częstochowskim.